# Agrokomerc

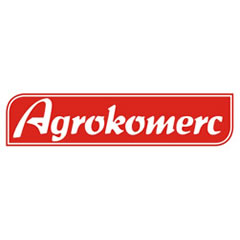
Logo společnosti Agrokomerc

Agrokomerc je významný potravinářský podnik, sídlící ve Velké Kladuši, v Bosně a Hercegovině.
Agrokomerc byl původně jedním jediným hospodářstvím, jakých bylo na hranicích mezi Chorvatskem a Bosnou a Hercegovinou nespočet. Na počátku 70. let však do čela podniku nastoupil Fikret Abdić, který zahájil rozsáhlou politiku modernizace a rozvoje. Navázal spolupráci s řadou dalších hospodářství v okolí. Agrokomerc také rozjel výrobní linku na zpracování kuřat. Ještě později se sortiment výrobků, které se vyráběly ve Veliké Kladuši značně rozšířil. Továrnu opouštěly různé druhy masa, čokolády, salámy, majonézy etc.
Agrokomerc se stal symbolem úspěchu. Své ohromné prostředky vložil do rozvoje celého regionu. Přispěl na zdokonalení infrastruktury v oblasti (nové silnice, vodovod etc). Podporoval také i rozvoj školství.
V 80. letech obrat Agrokomercu dosahoval téměř ekonomické síly celé republiky Bosny a Hercegoviny. Působení firmy znamenalo v oblasti Bosenské krajiny ekonomické oživení a rapidní pád nezaměstnanosti. Na konci 80. let se však objevilo podezření, že firma vydávala nekryté směnky. Aféra kolem Agrokomercu byla hlavním tématem pro bosenská, ale často i celojugoslávská média druhé poloviny 80. let. Dlouhodobý ředitel podniku, Fikret Abdić, byl nakonec souzen, avšak v roce 1990 zproštěn viny.[zdroj?]
V současné době podnik funguje i nadále, avšak je vysoce zadlužený.